# Litsea eugenioides
Litsea eugenioides är en lagerväxtart som beskrevs av A. Cheval. och H. Liou. Litsea eugenioides ingår i släktet Litsea och familjen lagerväxter. Inga underarter finns listade i Catalogue of Life.